# Joshua Faulds
Joshua Faulds  (* 7. März 2000) ist ein britischer Hürdenläufer, der sich auf die 400-Meter-Distanz spezialisiert hat.

## Sportliche Laufbahn
Erste internationale Erfahrungen sammelte Joshua Faulds im Jahr 2017, als er bei den Commonwealth Youth Games in Nassau in 3:25,45 min die Silbermedaille in der Mixed-Staffel über 4-mal 400 Meter gewann. 2022 schied er bei den Europameisterschaften in München mit 51,21 min in der ersten Runde über 400 m Hürden aus und 2025 gewann er mit der Mixed-Staffel bei den Halleneuropameisterschaften in Apeldoorn in 3:16,49 min gemeinsam mit Alastair Chalmers, Emily Newnham und Lina Nielsen die Bronzemedaille hinter den Teams aus den Niederlanden und Belgien. Zudem belegte er mit der Männerstaffel in 3:05,49 min den vierten Platz.

## Persönliche Bestzeiten
- 400 m Hürden: 49,24 s, 26. Mai 2024 in Brüssel
  - 400 Meter (Halle): 46,85 s, 23. Februar 2025 in Birmingham